# Antonio Iglesias Álvarez
Antonio Iglesias Álvarez (Orense, 1918 - Madrid, 8 de octubre del 2011) fue un compositor, pianista, crítico y profesor español.

## Biografía
Nació en 1918 en Orense. Estuvo residente en la Casa de Velázquez en 1943-1944. En 1992 pasó a ser miembro numerario de la Real Academia de Bellas Artes de San Fernando. Falleció en 2011 en Madrid. En 2009 había sido galardonado con el reconocimiento de hijo adoptivo de Cuenca, ciudad en la que había promovido la creación de la Semana de la Música Religiosa. Fue padre de la periodista María Antonia Iglesias.